# T64 (Paralympics)
T64 und F64 sind Startklassen der paralympischen Sportarten für Sportler in der Leichtathletik. Zugehörigkeiten von Sportlerinnen und Sportlern zu den beiden Startklassen sind wie folgt skizziert:
„Athleten in dieser Klasse haben eine einseitige Unterschenkelamputation oder -dysmelie und treten stehend mit Prothese im Wettkampf an.“
Die Klassifizierung gehört zu der Obergruppe von Athletinnen und Athleten die betroffen sind von „Amputation, Fehlbildung von Gliedmaßen, eingeschränkter Muskelkraft oder passiver Gelenkbeweglichkeit“ (T/F42 – T/F46, T47, T/F51 – 54; F55 – 57, T/F61 – T/F64). Sie gehört zur Untergruppe 61–64 für Personen, bei denen die primären Beeinträchtigungen in den unteren Gliedmaßen liegen, und umfassen nur Gliedmaßenmangel und Beinlängendiskrepanz, wobei alle Athleten in diesen Klassen stehend mit Prothese(n) antreten.
In T62/F62 sind Sportlerinnen und Sportler mit einseitiger Unterschenkellähmung eingestuft, bei denen die „Mindestkriterien zur Bestimmung der Behinderung“ (MDC) erfüllt sind.
Gestartet wird:
- stehend
- mit Prothese(n)

Es gilt: je niedriger die Nummer, desto höher der Grad der Einschränkung. In den technischen Disziplinen sind die Wettkampfklassen der Rollstuhl-Athleten stärker differenziert als in den Rennklassen.
Die Startklassen T/F61–T/F64 gibt es seit der Neuregelung der Klassifikation die den bisherigen IPC Classification Code 2007 ab dem 1. Januar 2017 ablöste.